# وی آر دومی
وی آر دومی (به انگلیسی: We Are Domi) گروه موسیقی اهل جمهوری چک است.
آن‌ها نماینده جمهوری چک در یوروویژن ۲۰۲۲ بودند.